# Laurel und Hardy: Zum Nachtisch weiche Birne
Zum Nachtisch weiche Birne (auch bekannt als Dicker als Wasser oder Dick und Doof mit der Kuckucksuhr) ist eine US-amerikanische Kurzfilm-Komödie von James W. Horne aus dem Jahr 1935. In den Hauptrollen spielt das Komikerduo Laurel und Hardy. Es war der letzte Kurzfilm von Laurel und Hardy, die anschließend (bis auf Gastauftritte) nur noch Langfilme drehten.

## Handlung
Zu Beginn des Filmes wird Ollie von seiner dominanten Ehefrau Daphne dazu kommandiert, gemeinsam mit Untermieter Stan den Abwasch zu erledigen. Dies endet im Chaos, bei dem am Ende alle Teller zerbrochen sind. Ollies schlechte Stimmung trübt sich weiter, als der aufgebrachte Auktionsmanager Mr. Finlayson bei den Hardys erscheint: Er verlangt Geld für einige Möbel, die Ollie ihm eigentlich längst hätte bezahlen sollen. Es stellt sich heraus, dass Ollie Stan das Geld gegeben hatte, um das Auktionshaus auszubezahlen, doch Stan hatte stattdessen seine Miete bei den Hardys mit dem Geld bezahlt. Das Ehepaar Hardy muss in einem längeren Dialog Stan die komplizierte Situation mehrmals erklären, damit er sie versteht. 
Schließlich wird Finlayson von Mrs. Hardy ausbezahlt, was die ohnehin schwierige finanzielle Lage der Hardys weiter verschlechtert. Stan macht Ollie den Vorschlag, sein gesamtes Geld von der Bank abzuheben und alles auszugeben, damit die Gläubiger ihm nichts mehr wegnehmen könnten. Aufgrund ihres eigenen Unvermögens und um einer anwesenden Dame einen Gefallen zu tun, kaufen Stan und Ollie in Finlaysons Auktionshaus mit fast dem gesamten abgehobenen Geld eine Standuhr, die bald darauf von einem Wagen im Straßenverkehr zerstört wird.
Mrs. Hardy erfährt in der Bank und später durch Finlayson von den Ereignissen. Rachsüchtig macht sie sich auf den Weg nach Hause, wo sie Ollie mit einer Bratpfanne niederschlägt. Ollie wird daraufhin ins Krankenhaus eingeliefert, wo er eine Bluttransfusion erhalten soll. In Stan findet der Arzt einen eher unwilligen Spender. Bei der Transfusion wird Stan zu viel Blut entnommen, sodass Ollie Stan wieder Blut spenden muss. So geht es weiter, bis Stan und Ollie das Krankenhaus verlassen: Ihr Aussehen, Benehmen, ihre Charaktereigenschaften und die Kleider sind miteinander „verschmolzen“, sodass jeder jeweils Eigenschaften des anderen hat. Am Ende spricht der nun dünne Ollie (Stan Laurel mit Hardys Stimme) den Satz: "Here's another nice mess you've gotten me into!" und unterbricht damit das Aufheulen des nun korpulenten Stan (Oliver Hardy mit Laurels Stimme).

## Hintergrund
Im Laufe ihrer Filmkarriere spielten Stan und Ollie ihre eigenen Kinder (Brats; 1930), ihre Zwillingsbrüder (Our Relations; 1936) und ihre Ehefrauen (Twice Two; 1933). Hier nun verschmelzen sie sogar ineinander. Zum Nachtisch weiche Birne war der letzte „eigene“ Kurzfilm des Komikerduos, wenn man ihren Cameo-Auftritt in der Kurzfilm-Komödie On the Wrong Trek (1936) mit Charley Chase nicht mitzählt. Den Umstieg von Kurzfilmen auf Langfilme, den Laurel und Hardy seit Anfang der 1930er-Jahre vollzogen, wurde von Studioboss Hal Roach mit der sinkenden Kino-Nachfrage nach den klassischen Kurzfilmen begründet. Insbesondere Stan Laurel, der kreative Kopf des Duos, war mit dem Wechsel zu Spielfilmen unzufrieden, weil er einen Verlust an Komik befürchtete.
Der Film wurde zwischen dem 1. und 8. Juli 1935 in den Hal Roach Studios gedreht. Regie führte James W. Horne, der sich auch bei zahlreichen anderen Laurel-und-Hardy-Filmen verantwortlich zeigte. Als Mrs. Hardy wurde die nur 1,45 Meter große Komikerin Daphne Pollard besetzt, die ein Jahr später in Our Relations erneut Mrs. Hardy spielte. Auf dem Set erhielt Laurel erstmals am Filmset Besuch von seinem Vater A. J. Jefferson.

## Deutsche Fassungen
- Dick und Doof mit der Kuckucksuhr war der erste deutsche Titel, unter dem der Film 1958 erstmals erschien. Die deutsche Fassung entstand bei Elite-Film in Berlin. Walter Bluhm sprach Stan und Herbert A. E. Böhme übernahm Ollie.[2]
- Die zweite deutsche Fassung mit dem Titel Dick und Doof als Finanzgenies wurde 1961 bei der Beta-Technik erstellt. Die Dialoge schrieb Wolfgang Schick, Regie führte Manfred R. Köhler und die Musik steuerte Conny Schumann bei. Walter Bluhm sprach Stan Laurel und Arno Paulsen Oliver Hardy. Marianne Wischmann ist als Mrs. Daphne Hardy zu hören. Diese Fassung ist auf DVD erhältlich.[2]
- Der Film wurde mit Kommentaren von Hanns Dieter Hüsch unter dem Titel Zum Nachtisch: Weiche Birnen in der Reihe Dick und Doof gesendet. Als Grundlage diente die Synchronfassung von 1961.